# ماكسيم كيرسانوف
ماكسيم كيرسانوف هو لاعب كرة قدم روسي في مركز الدفاع، ولد في 8 مايو 1987. لعب مع توربيدو موسكو.

## وصلات خارجية
- ماكسيم كيرسانوف على موقع قاعدة بيانات كرة القدم.إي يو (الإنجليزية)
- ماكسيم كيرسانوف على موقع Soccerway.com (الإنجليزية)